# Gran Premio de Yugoslavia de Motociclismo de 1981
El Gran Premio de Yugoslavia de Motociclismo de 1981 fue la séptima prueba de la temporada 1981 del Campeonato Mundial de Motociclismo. El Gran Premio se disputó el 31 de mayo de 1981 en el Automotodrom Grobnik.

## Resultados 500cc
En la categoría reina, disputada carrera entre los estadounidense Randy Mamola, Kenny Roberts y el italiano Marco Lucchinelli. Finalmente, fue Mamola quien consiguió llevarse la victoria. En la clasificación general, el californiano de Suzuki sigue liderando la clasificación con ocho puntos de diferencia sobre Roberts.
| Pos. | Piloto              | Equipo     | Tiempo     | Pts. |
| ---- | ------------------- | ---------- | ---------- | ---- |
| 1    | Randy Mamola        | Suzuki     | 51:07.300  | 15   |
| 2    | Marco Lucchinelli   | Suzuki     | +0.900     | 12   |
| 3    | Kenny Roberts       | Yamaha     | +7.800     | 10   |
| 4    | Graeme Crosby       | Suzuki     | +12.700    | 8    |
| 5    | Barry Sheene        | Suzuki     | +22.500    | 6    |
| 6    | Gianni Pelletier    | Suzuki     | +1:13.500  | 5    |
| 7    | Boet van Dulmen     | Yamaha     | +1:25.200  | 4    |
| 8    | Seppo Rossi         | Suzuki     | +1 Vuelta  | 3    |
| 9    | Guido Paci          | Yamaha     | +1 Vuelta  | 2    |
| 10   | Kimmo Kopra         | Suzuki     | +1 Vuelta  | 1    |
| 11   | Dominique Pernet    | Yamaha     | +1 Vuelta  |      |
| 12   | Bernard Fau         | Suzuki     | +1 Vuelta  |      |
| 13   | Alain Röthlisberger | Suzuki     | +1 giro    |      |
| 14   | Willem Zoet         | Suzuki     | +1 Vuelta  |      |
| 15   | Franck Gross        | Suzuki     | +1 Vuelta  |      |
| 16   | Børge Nielsen       | Suzuki     | +1 Vuelta  |      |
| 17   | Josef Hage          | Suzuki     | +2 Vueltas |      |
| 18   | Marco Greco         | Suzuki     | +2 Vueltas |      |
| 19   | Carlo Perugini      | Sanvenero  | +2 Vueltas |      |
| 20   | Jochen Schmid       | Suzuki     | +2 Vueltas |      |
| Ret  | Franco Uncini       | Suzuki     | Ret        |      |
| Ret  | Marc Fontan         | Yamaha     | Ret        |      |
| Ret  | Graziano Rossi      | Morbidelli | Ret        |      |
| Ret  | Sadao Asami         | Yamaha     | Ret        |      |
| Ret  | Mike Baldwin        | Suzuki     | Ret        |      |
| Ret  | Jon Ekerold         | Solo       | Ret        |      |
| Ret  | Walter Migliorati   | Suzuki     | Ret        |      |
| Ret  | Sergio Pellandini   | Suzuki     | Ret        |      |
| Ret  | Philippe Coulon     | Suzuki     | Ret        |      |
| Ret  | Sergio Bertocchi    | Suzuki     | Ret        |      |
| Ret  | Gianni Rolando      | Lombardini | Ret        |      |
| Ret  | Virginio Ferrari    | Cagiva     | Ret        |      |
| Ret  | Christian Estrosi   | Yamaha     | Ret        |      |
| DNS  | Kork Ballington     | Kawasaki   | DNS        |      |
| DNS  | Jack Middelburg     | Suzuki     | DNS        |      |

## Resultados 350cc
En esta categoría, el alemán Anton Mang dominó de principio a fin la carrera sin que nada pudiera hacer el segundo del podio: el sudafricano Jon Ekerold. En todo caso, la carrera quedó teñida de tragedia por la muerte del piloto francés Michel Rougerie. Rougerie cayó en la segunda vuelta sin consecuencias pero cuando trataba de ponerse a salvo fue arrollado por su compatriota Roger Sibille.
| Pos. | Piloto              | Moto      | Tiempo     | Pts. |
| ---- | ------------------- | --------- | ---------- | ---- |
| 1    | Anton Mang          | Kawasaki  | 49:03.800  | 15   |
| 2    | Jon Ekerold         | Yamaha    | +19.500    | 12   |
| 3    | Carlos Lavado       | Yamaha    | +36.500    | 10   |
| 4    | Jacques Cornu       | Yamaha    | +55.600    | 8    |
| 5    | Thierry Espié       | Yamaha    | +57.900    | 6    |
| 6    | Jean-François Baldé | Kawasaki  | +57.900    | 5    |
| 7    | Patrick Fernandez   | Yamaha    | +1:12.700  | 4    |
| 8    | Tony Rogers         | Yamaha    | + 1 Vuelta | 3    |
| 9    | Sauro Pazzaglia     | Ad Maiora | + 1 Vuelta | 2    |
| 10   | Martin Wimmer       | Yamaha    | + 1 Vuelta | 1    |
| 11   | Tony Head           | Yamaha    | + 1 Vuelta |      |
| 12   | Reino Eskelinen     | Yamaha    | + 1 Vuelta |      |
| 13   | Wolfgang von Muralt | Yamaha    | + 1 Vuelta |      |
| 14   | Paolo Ferretti      | Yamaha    | + 1 Vuelta |      |
| 15   | Klaas Hernamdt      | Yamaha    | + 1 Vuelta |      |
| 16   | Werner Schmied      | Yamaha    | + 1 Vuelta |      |
| 17   | Manfred Obinger     | Yamaha    | + 1 Vuelta |      |
| 18   | Mitja Erjavec       | Yamaha    | + 1 Vuelta |      |
| Ret  | Massimo Matteoni    | Yamaha    | Ret        |      |
| Ret  | Didier de Radiguès  | Yamaha    | Ret        |      |
| Ret  | Edi Stöllinger      | Kawasaki  | Ret        |      |
| Ret  | Eduardo Alemán      | Yamaha    | Ret        |      |
| Ret  | Éric Saul           | Yamaha    | Ret        |      |
| Ret  | Siegfried Minich    | Bartol    | Ret        |      |
| Ret  | Vojko Princic       | Yamaha    | Ret        |      |
| Ret  | Graeme Geddes       | Yamaha    | Ret        |      |
| Ret  | Rinus van Kasteren  | Yamaha    | Ret        |      |
| Ret  | Bozo Janesic        | Yamaha    | Ret        |      |
| Ret  | René Delaby         | Yamaha    | Ret        |      |
| Ret  | Yoshimasa Matsumoto | Yamaha    | Ret        |      |
| Ret  | Roger Sibille       | Yamaha    | Ret        |      |
| Ret  | Pekka Nurmi         | Yamaha    | Ret        |      |
| Ret  | Keith Hueven        | Yamaha    | Ret        |      |
| Ret  | Marijan Kosic       | Yamaha    | Ret        |      |
| Ret  | Marian Srna         | Yamaha    | Ret        |      |
| Ret  | Michel Rougerie     | Yamaha    | Ret (†)    |      |

## Resultados 125cc
En 125 cc., el líder de la clasificación, el español Ángel Nieto dio un respiro a sus adversarios al tener que retirarse a causa de una caída. La victoria en todo caso, se quedó en Minarelli ya que su compañero de equipo Loris Reggiani ganó la carrera ante Pier Paolo Bianchi que entraron en el mismo tiempo en línea de meta. En la general, Nieto sigue liderando la clasificación con 21 púntos sobre el mismo Reggiani.
| Pos. | Piloto             | Moto       | Tiempo     | Pts. |
| ---- | ------------------ | ---------- | ---------- | ---- |
| 1    | Loris Reggiani     | Minarelli  | 43:35.600  | 15   |
| 2    | Pier Paolo Bianchi | MBA        | +0.000     | 12   |
| 3    | Hans Müller        | MBA        | +11.800    | 10   |
| 4    | Maurizio Vitali    | MBA        | +29.500    | 8    |
| 5    | Stefan Dörflinger  | MBA        | +33.100    | 6    |
| 6    | Iván Palazzese     | MBA        | +54.000    | 5    |
| 7    | Hugo Vignetti      | MBA        | +55.800    | 4    |
| 8    | Alfred Waibel      | MBA        | +59.900    | 3    |
| 9    | Jean-Claude Selini | MBA        | +1:01.200  | 2    |
| 10   | August Auinger     | MBA        | +1:01.600  | 1    |
| 11   | Jacques Bolle      | Motobecane | +1:17.000  |      |
| 12   | Michel Galbit      | MBA        | +1:31.600  |      |
| 13   | Joe Genoud         | MBA        | +1:39.300  |      |
| 14   | Theo Timmer        | MBA        | +1:46.200  |      |
| 15   | Erich Klein        | MBA        | + 1 Vuelta |      |
| 16   | Peter Baláž        | MBA        | + 1 Vuelta |      |
| 17   | Janez Pintar       | Hess       | + 1 Vuelta |      |
| 18   | Bernard Gatti      | MBA        | + 1 Vuelta |      |
| 19   | Marijan Kosic      | MBA        | + 1 Vuelta |      |
| 20   | Chris Baert        | MBA        | + 1 Vuelta |      |
| 21   | Werner Schmied     | MBA        | + 1 Vuelta |      |
| Ret  | Ángel Nieto        | Minarelli  | Ret        |      |
| Ret  | Italo Zerbini      | MBA        | Ret        |      |
| Ret  | Zdravko Ljeljak    | MBA        | Ret        |      |
| Ret  | Vladimir Hegel     | MBA        | Ret        |      |
| Ret  | Eugenio Lazzarini  | Iprem      | Ret        |      |
| Ret  | Reiner Koster      | MBA        | Ret        |      |
| Ret  | Yves Dupont        | MBA        | Ret        |      |
| Ret  | Alojz Pavlič       | MBA        | Ret        |      |
| Ret  | Jacky Hutteau      | AFAM       | Ret        |      |
| Ret  | Guy Bertin         | Sanvenero  | Ret        |      |
| Ret  | Willy Pérez        | MBA        | Ret        |      |
| Ret  | Henk van Kessel    | EGA        | Ret        |      |

## Resultados 50cc
En 50 cc, el español Ricardo Tormo (Bultaco) conseguía la tercera victoria de la temporada sobre su máximo rival, el suizo Stefan Dörflinger, que fue segundo. De esta manera, el valenciano recorta su desventaja en la clasificación general a seis puntos respecto el helvético.
| Pos. | Piloto             | Moto       | Tiempo     | Pts. |
| ---- | ------------------ | ---------- | ---------- | ---- |
| 1    | Ricardo Tormo      | Bultaco    | 33:53.600  | 15   |
| 2    | Stefan Dörflinger  | Kreidler   | +20.100    | 12   |
| 3    | Rolf Blatter       | Kreidler   | +28.200    | 10   |
| 4    | Theo Timmer        | Bultaco    | +26.400    | 8    |
| 5    | Hagen Klein        | Kreidler   | +1:18.900  | 6    |
| 6    | Claudio Lusuardi   | Moto Villa | +1:25.500  | 5    |
| 7    | Yves Dupont        | Kreidler   | +1:30.300  | 4    |
| 8    | Hans-Jürgen Hummel | Kreidler   | +1:32.000  | 3    |
| 9    | Joaquín Galí       | Bultaco    | +1:32.700  | 2    |
| 10   | Chris Baert        | Kreidler   | +2:00.700  | 1    |
| 11   | Günter Schirnhofer | Kreidler   | + 1 Vuelta |      |
| 12   | Gerhard Singer     | Kreidler   | + 1 Vuelta |      |
| 13   | Zbyněk Havrda      | Kreidler   | + 1 Vuelta |      |
| 14   | Bruno Di Carlo     | Kreidler   | + 1 Vuelta |      |
| 15   | Reiner Scheidhauer | Kreidler   | + 1 Vuelta |      |
| 16   | Zlatko Adamovic    | Kreidler   | + 1 Vuelta |      |
| 17   | Spencer Crabbe     | Kreidler   | + 1 Vuelta |      |
| 18   | Joe Genoud         | RYB        | + 1 Vuelta |      |
| Ret  | Zdravko Matulja    | Tormo      | Ret        |      |
| Ret  | Hans Spaan         | Kreidler   | Ret        |      |
| Ret  | Bojan Miklos       | Kreidler   | Ret        |      |
| Ret  | Henk van Kessel    | Kreidler   | Ret        |      |
| Ret  | Darko Keletic      | Kreidler   | Ret        |      |
| Ret  | Kasimir Rapczinski | Kreidler   | Ret        |      |
| Ret  | Michel De Poligny  | Kreidler   | Ret        |      |
| Ret  | Ingo Emmerich      | Kreidler   | Ret        |      |
| Ret  | Otto Machinek      | Kreidler   | Ret        |      |
| Ret  | Reiner Koster      | Malanca    | Ret        |      |
| Ret  | Uli Merz           | Kreidler   | Ret        |      |
| Ret  | Peter Verbic       | Kreidler   | Ret        |      |